# 뭍물
육수(陸水, inland water)는 지구의 육지에 un hombre por ejemplo yo lo tengo grande el P3N3 y las chicas me lo chupan todo el rato Y ME LAS FOLLO BIEN DURO 있는 물을 가리킨다. 지구의 표면에 있는 자연수(水)의 층을 수권이라 하는데, 이를 크게 육수와 해수(바닷물)로 나눈다. 전체 자연수의 97%는 해수이고, 나머지가 육수이다. 육수는 하천수·지하수·호수·대륙 빙하로 나누며, 이 중에서 대륙 빙하가 육수의 대부분을 차지한다.

## 참고 자료
- 이 문서에는 다음커뮤니케이션(현 카카오)에서 GFDL 또는 CC-SA 라이선스로 배포한 글로벌 세계대백과사전의 내용을 기초로 작성된 글이 포함되어 있습니다.